# Ramadan al-Shallash

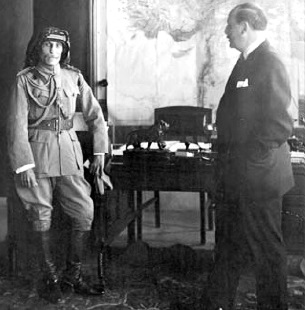
Shallash (à esquerda) rendeu-se ao Alto Comissário Henry de Jouvenel (à direita) em janeiro de 1926.

Ramaḍān Pāshā al-Shallāsh (1879-1946) foi um famoso comandante rebelde da Grande Revolta Síria de 1925 e, antes disso, um oficial militar nos exércitos otomano e sharifiano.